# Galeodes gromovi
Espèce
Synonymes
- Galeodes truculentus Birula, 1924 nec Pocock, 1899
- Galeodes birulae Roewer, 1941 nec Hirst, 1912

Galeodes gromovi est une espèce de solifuges de la famille des Galeodidae.

## Distribution
Cette espèce se rencontre en Irak, en Turquie et en Azerbaïdjan.

## Description
Les mâles mesurent de 43 à 50 mm et les femelles de 50 à 65 mm.

## Étymologie
Cette espèce est nommée en l'honneur d'Alexander V. Gromov.

## Publications originales
- Harvey, 2002 : Nomenclatural notes on Solifugae, Amblyppygi, Uropygi and Araneae (Arachnidda). Records of the Western Australian Museum, vol. 20, p. 449-459.
- Roewer, 1941 : Solifugen 1934-1940.  Veröffentlichungen aus dem Deutschen Kolonial- und Uebersee-Museum in Bremen, vol. 3, no 2, p. 97-192 (texte intégral).